# Hipposideros beatus
Hipposideros beatus là một loài động vật có vú trong họ Dơi nếp mũi, bộ Dơi. Loài này được K. Andersen mô tả năm 1906.